# 日本塗料工業会
一般社団法人日本塗料工業会（しゃだんほうじんにほんとりょうこうぎょうかい）は、塗料製造業の業界団体。元経済産業省製造産業局所管。

## 概要
- 主な目的　塗料に関する調査研究、技術開発等
- 沿革
  - 1948年（昭和23年）　任意団体として設立
  - 1986年（昭和61年）　社団法人となる
  - 2006年（平成18年）　社団法人日本塗料協会と合併
- 本部所在地　東京都渋谷区恵比寿3-12-8